# Redoxreactie

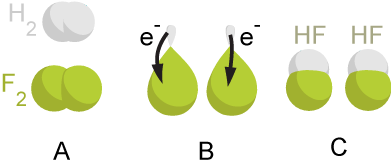
Redoxreactie tussen fluor en waterstof waarbij waterstof (reductor) elektronen afstaat en fluor (oxidator) deze opneemt; er ontstaat daarbij waterstoffluoride

Een redoxreactie is een reactie tussen atomen, moleculen of ionen waarbij elektronen worden uitgewisseld (elektronenoverdracht). De term redox is een samenstelling van de begrippen reductie en oxidatie. Dit soort reacties wordt veel toegepast in batterijen en accu's. Ook roesten is een redoxreactie, namelijk de oxidatie van ijzer.

## Reactiemechanisme
Bij een redoxreactie zijn een reductor (elektrondonor) en een oxidator (elektronacceptor) betrokken. Dit kunnen allerlei soorten deeltjes zijn, zowel ionen als moleculen. Er kunnen twee halfreacties opgesteld worden, namelijk het afstaan van elektronen door de reductor (oxidatie) en het opnemen van elektronen door de oxidator (reductie). Zolang de reductor en oxidator geleidend verbonden zijn, en er een elektrolyt beschikbaar is voor het ionentransport, kan de reactie plaatsvinden. De oxidator en reductor hoeven dus niet in direct contact met elkaar te staan.
Een reductor kan reageren met alle oxidatoren die sterker zijn dan zijn geconjugeerde oxidator. Andersom kan een oxidator reageren met alle reductoren die sterker zijn dan zijn geconjugeerde reductor.
Een redoxreactie wordt als aflopend beschouwd, als de elektrodepotentiaal van de oxidator 0,3 volt of meer hoger is dan die van de reductor. 
Als het verschil tussen de 0,3 en −0,3 volt is, stelt zich een evenwicht in en als de elektrodepotentiaal van de oxidator 0,3 of meer volt lager is dan die van de reductor, stelt men dat de reactie niet verloopt.
Zijn de concentraties van de homogeen verdeelde reactanten alle gelijk aan 1 mol L−1 (en bovendien T = 298 K en p = p0), dan is de elektrodepotentiaal gelijk aan de standaardelektrodepotentiaal.
De elektrodepotentiaal is een maat voor de thermodynamische drijvende kracht van een halfreactie en zegt niets over de snelheid (kinetiek) van de halfreactie. Zo kan de oxidatorpotentiaal meer dan 0,3 volt hoger zijn dan de reductorpotentiaal en de reactie toch nauwelijks verlopen.

### Algemene vorm van de redoxvergelijking
Een redoxreactie kan algemeen als volgt worden voorgesteld:
Reductor → reactieproduct + e− (oxidatie)
Oxidator + e− → reactieproduct (reductie)

## Voorbeelden

### Voorbeeld 1
Beschouw de redoxreactie tussen Fe(s) en Cu2+:
{\displaystyle {\ce {Fe(s) + Cu^2+ -> Fe^2+ + Cu(s)}}}
Hierbij wordt ijzer, de reductor, geoxideerd en het positieve koperion, de oxidator, gereduceerd. De halfreacties zijn de volgende:
| {\displaystyle {\ce {Fe(s) -> Fe^2+ + 2e-}}} | (oxidatiereactie) |
| {\displaystyle {\ce {Cu^2+ + 2e- -> Cu(s)}}} | (reductiereactie) |

### Voorbeeld 2
Beschouw de redoxreactie tussen kobalt (Co(s)) en salpeterzuur (HNO3(aq)) tot Kobalt(II)nitraat
{\displaystyle {\ce {3\,Co_{(s)}\ +\ 8\,HNO3_{(aq)}->\ 3\,Co(NO3)2_{(aq)}\ +\ 2\,NO_{(g)}\ +\ 4\,H2O_{(l)}}}}
Hierbij wordt kobalt, de reductor, geoxideerd en het negatieve nitraat-ion, de oxidator, gereduceerd tot stikstofmonoxide. De halfreacties zijn, uitgewerkt via de methode van de halfreacties (zie verder), de volgende:
| {\displaystyle {\ce {Co(s) -> Co^2+ + 2e-}}}          | (oxidatiereactie - reductor) |
| {\displaystyle {\ce {NO3- + 4H+ + 3e- -> NO + 2H2O}}} | (reductiereactie - oxidator) |
Om het aantal afgegeven en opgenomen elektronen kloppend te maken, moet de oxidatiereactie met 3 en de reductiereactie met 2 worden vermenigvuldigd. Optellen van de 2 halfreacties geeft volgend resultaat:
{\displaystyle {\ce {3Co(s) + 8H+ + 2NO3- -> 3Co^2+ + 2NO + 4H2O}}}
Om aan de oorspronkelijke reactie te voldoen, moeten er aan beide zijden nog 6 nitraat-ionen toegevoegd worden (deze namen niet deel aan de redoxreactie en hoefden dus niet in de halfreacties verwerkt te worden):
{\displaystyle {\ce {3Co(s) + 8H+ + 2NO3- + 6NO3- -> 3Co^2+ + 2 NO + 4H2O + 6NO3-}}}
Als de reactie nu wordt vereenvoudigd, verkrijgen we de oorspronkelijke reactievergelijking, maar nu stoichiometrisch uitgebalanceerd:
{\displaystyle {\ce {3Co(s) + 8HNO3(aq) -> 3Co(NO3)2(aq) + 2NO(g) + 4H2O(l)}}}

## Biologische redoxreacties
In levensprocessen in de cellen van organismen wordt energie met behulp van redoxreacties opgeslagen en omgezet. Zo produceert stofwisseling in de cel 'reducerend vermogen' in de vorm van NADPH en NADH, dat vervolgens gebruikt kan worden voor energieproductie (NADH + ADP + H3PO4 → NAD+ + ATP) of rechtstreeks bij de biosynthese (NADPH → NADP+, bijvoorbeeld vetzuursynthese). Stofwisseling is grotendeels gebaseerd op dergelijke redoxreacties.
Als er bij de energieproductie geen of te weinig zuurstof aanwezig is om NADH in de elektronentransportketen terug te oxideren tot NAD+, treedt er fermentatie op. Een voorbeeld hiervan is de productie van melkzuur uit glucose bij intense spieractiviteit.
Tijdens fotosynthese wordt CO2 gereduceerd tot glucose, en water geoxideerd tot zuurstof (O2). In de fotosynthetische tussenstappen wordt nicotinamide-adenine-dinucleotidefosfaat (NADP+) gereduceerd, waardoor een waterstofion-gradiënt ontstaat die de ATP-synthese bekrachtigt. De energie voor deze reactie haalt het autotrofe organisme uit zonlicht.

## Redoxreactie-vergelijking opschrijven
Het schrijven van de vergelijking van een redoxreactie gaat als volgt (methode van de halfreacties):
1. De vergelijking opschrijven voor het afstaan van elektronen door de reductor, en ervoor zorgen dat deze kloppend gemaakt is;
2. Hetzelfde doen met het opnemen van de elektronen door de oxidator, deze twee reacties zijn de halfreacties;
3. Het opstellen van de twee halfreacties, waarbij ervoor gezorgd moet worden dat er evenveel elektronen worden opgenomen als afgestaan. Na optellen staan er voor de reactie evenveel elektronen als na de reactie, waardoor ze tegen elkaar wegvallen; informeel wordt dit "tegen elkaar wegstrepen" genoemd.

### Een voorbeeld
Cl−-ionen reageren met Cr2O72− (dichromaat) in zuur milieu tot chloorgas (Cl2) en Cr3+-ionen.
| Oxidatiereactie | 3 × (2 Cl− → Cl2 + 2 e−)                                               |
| Reductiereactie | 1 × (Cr2O72− + 14 H+ + 6 e− → 2 Cr3+ + 7 H2O)                          |
| Totale reactie  | 6 Cl−(aq) + Cr2O72−(aq) + 14 H+(aq) → 3 Cl2(g) + 2 Cr3+(aq) + 7 H2O(l) |